# Aridane Santana
Aridane Jesús Santana Cabrera, meglio noto come Aridane (Vecindario, 31 marzo 1987), è un calciatore spagnolo, attaccante dell'UD San Fernando.